# جورج فريدريك اورسين
جورج فريدريك اورسين (بالدنماركية: G.F. Ursin)‏ (و. 1797 – 1849 م) هو عالم فلك، ورياضياتي، وكاتب عمومي من الدنمارك . ولد في كوبنهاغن .
توفي في كوبنهاغن، عن عمر يناهز 52 عاماً.